# Anton Strand
Anton Strand, född den 21 september 1975 i Stockholm, är en svensk advokat som företrätt bland andra Knutby-pastorn Helge Fossmo, Guantánamo Bay-svensken Mehdi Ghezali och Vetlanda-flickan "Louise". Strand medverkar även i programmet Byggfällan i TV 3 tillsammans med Renée Nyberg.
Strand läste juridik vid Uppsala universitet och vid University of Texas i Austin i USA. Efter tingsmeritering vid Linköpings tingsrätt arbetade han två år som åklagare. 2007 anställdes han av advokat Peter Althin och arbetade på dennes advokatbyrå under fyra år. Strand och Peter Althin har tillsammans debatterat rättssäkerhetsfrågor i tidningar, radio och tv. Strand blev 2011 delägare vid Advokatfirman Defens. Strand arbetar främst med brottmål som offentlig försvarare och målsägandebiträde.